# Pampulha

Pampulhas läge i Belo Horizontes kommun

Pampulha är en stadsdel och administrativ region i Belo Horizonte, huvudstad i Minas Gerais i Brasilien. I regionen finns en konstgjord sjö, Lagoa da Pampulha.
Den konstgjorda sjön anlades på 1930-talet, under borgmästaren Otacílio Negrão de Lima. 1940 beslutade dåvarande borgmästaren Juscelino Kubitschek att utvidga sjöns område.
I området finns ett antal byggnader ritade av Oscar Niemeyer, Conjunto Arquitetônico da Pampulha.
I Pampulha finns bland annat:
- Minas Gerais federala universitet
- fotbollsstadion Mineirão
- multisportarenan Mineirinho
- kyrkan São Francisco de Assis
- Pampulhas konstmuseum (Museu de Arte da Pampulha)
- Belo Horizonte-Pampulha flygplats – Carlos Drummond de Andrade.

## Galleri

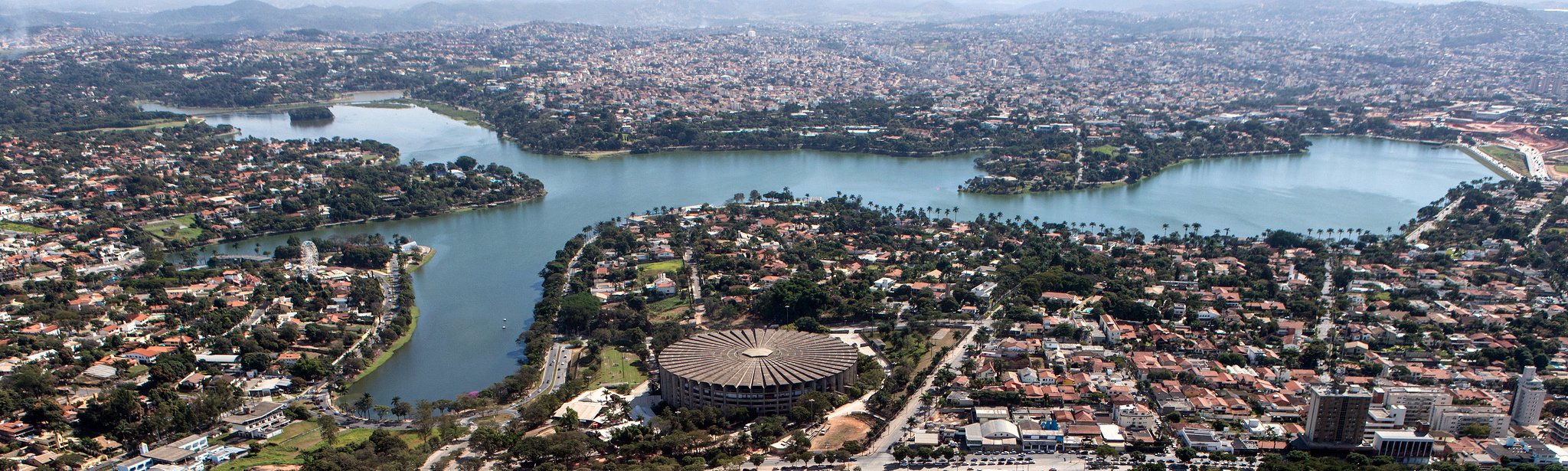
Den konstgjorda sjön
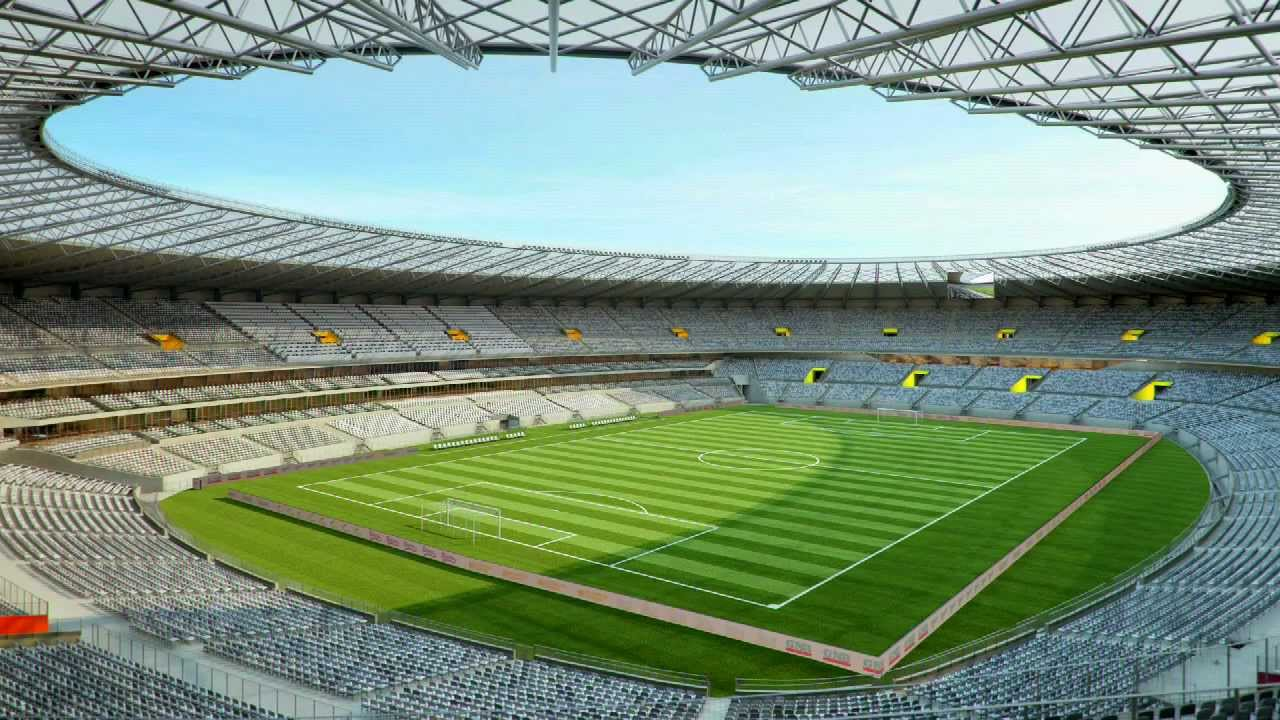
Fotbollsstadion Mineirão
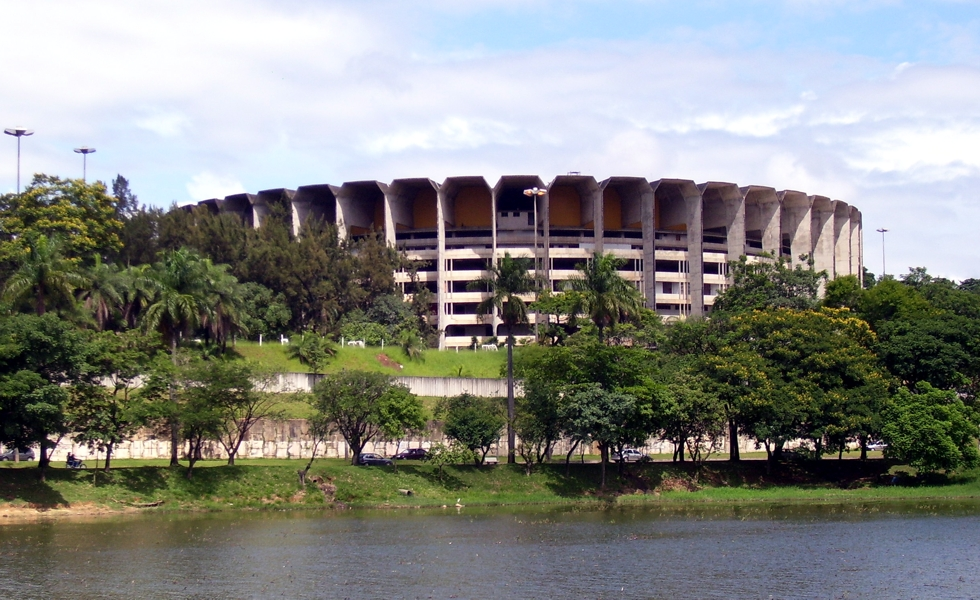
Multisportarenan Mineirinho
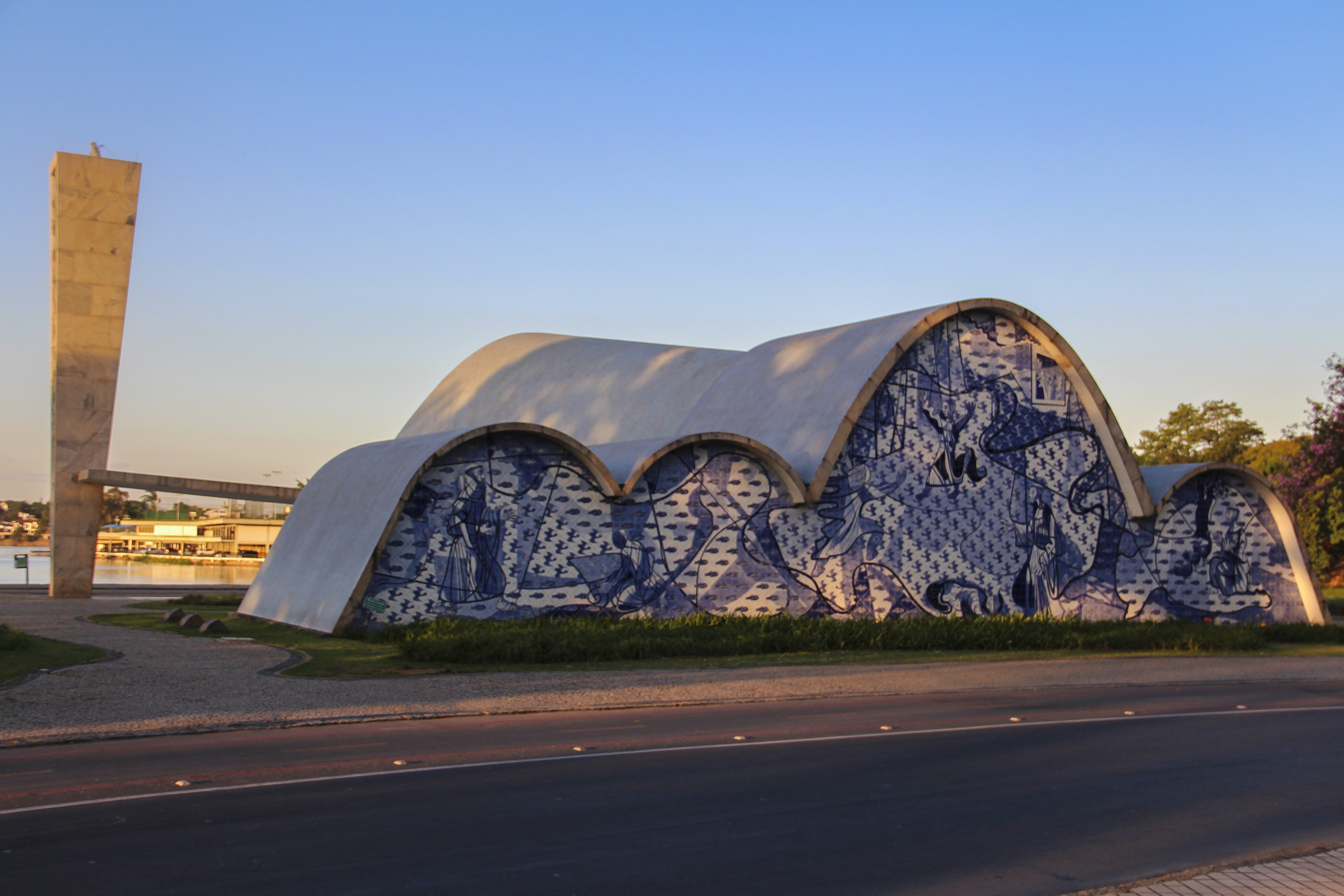
Kyrkan São Francisco de Assis
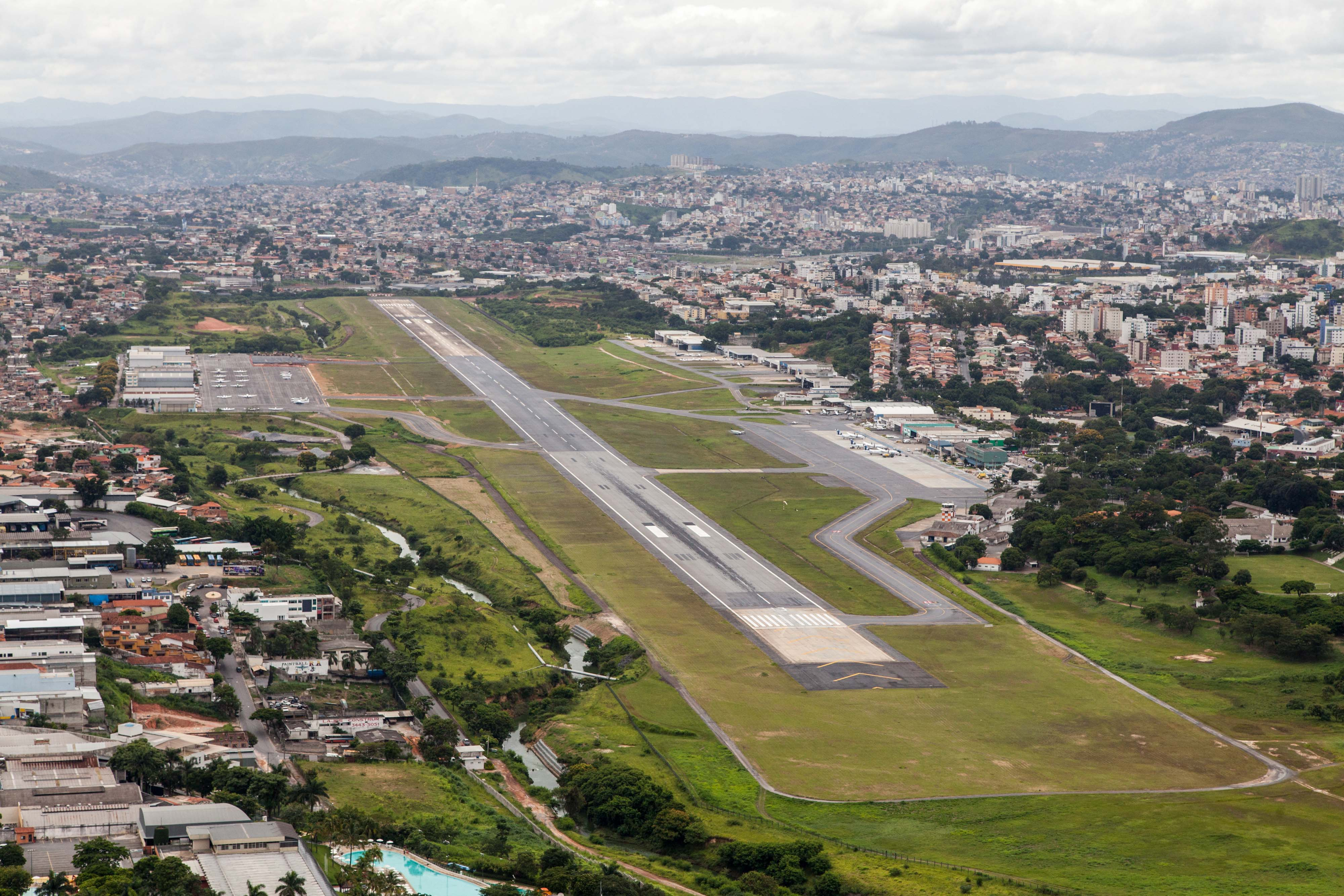
Belo Horizonte-Pampulha flygplats
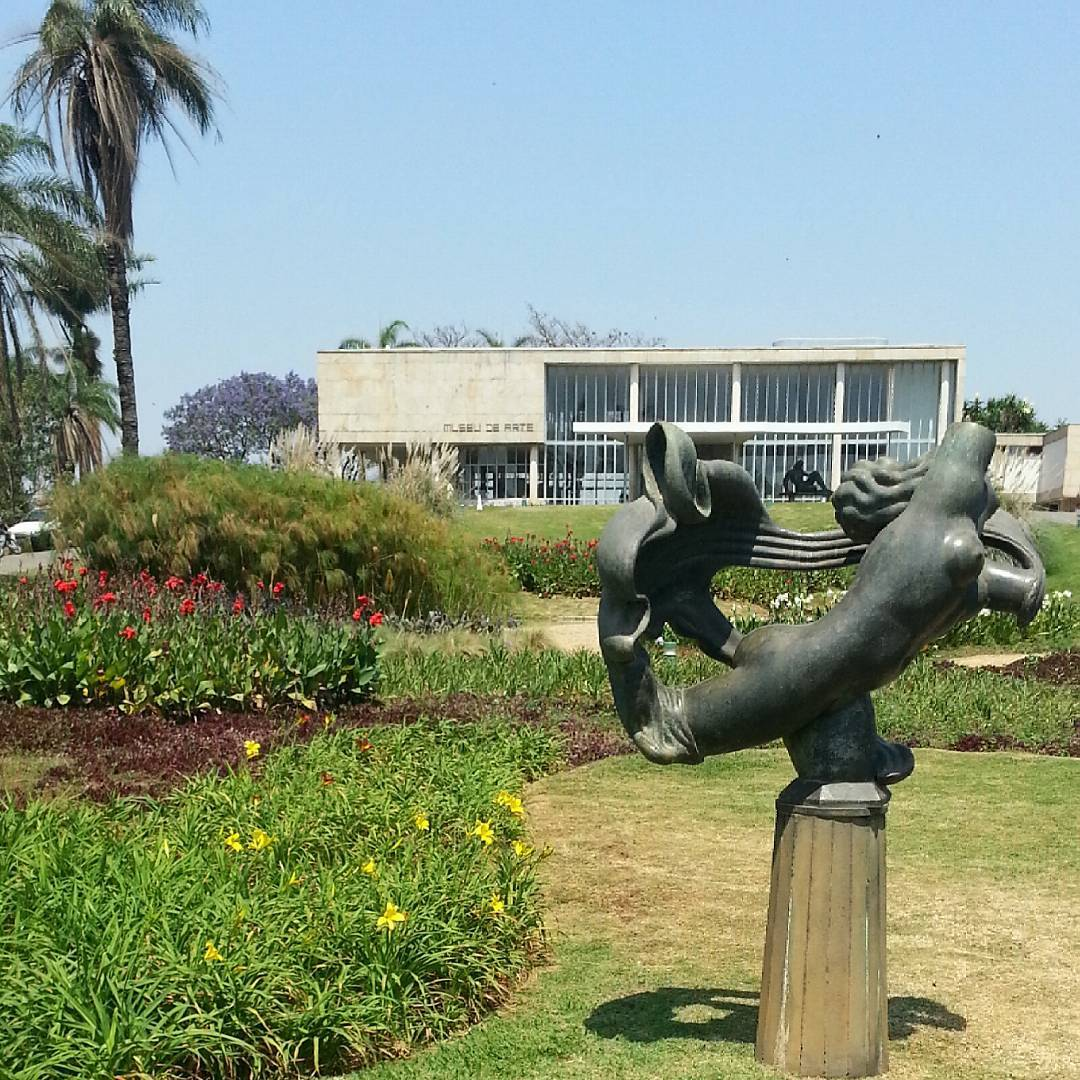
Pampulhas konstmuseum